# Platycephalidae
Poissons-crocodiles
Famille
Les Platycephalidae, communément appelés poissons-crocodiles ou platycéphalidés, sont une famille de poissons téléostéens de l'ordre des Scorpaeniformes.

## Description et caractéristiques
Ce sont des poissons au corps allongé et cylindrique, mis à part la tête qui est très aplatie. Celle-ci porte souvent des piquants et des reliefs complexes. La mâchoire est large, avec la mandibule inférieure prognathe. Les ouvertures branchiales sont larges, et les écailles cténoïdes. La première nageoire dorsale porte 6 à 9 épines, et la seconde est soutenue par 11 à 14 rayons mous. La nageoire anale en compte 11 à 14. Les nageoires pelviennes sont très écartées, et portent chacune une unique épine et 5 rayons mous. Les nageoires pectorales ne présentent pas de rayon libre. La colonne compte 27 vertèbres.
Ce sont des poissons principalement marins, même si certaines espèces peuvent être rencontrées dans des eaux saumâtres.
On les trouve dans l'Indo-Pacifique tropical.

## Liste des espèces

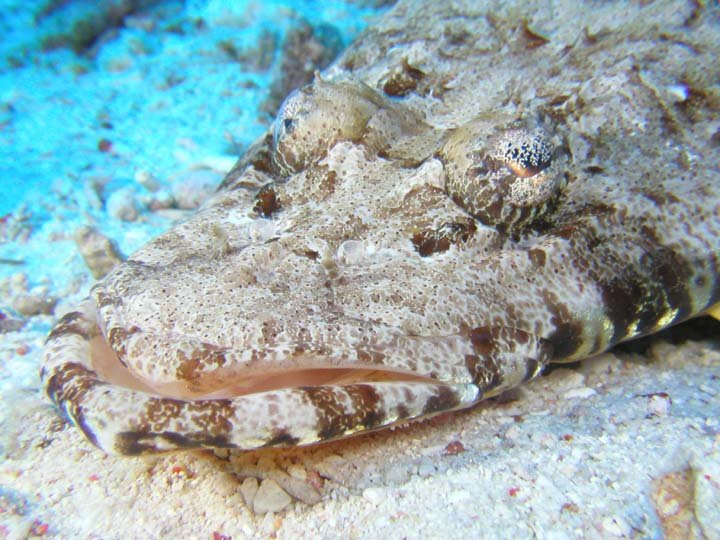
Papilloculiceps longiceps

Selon World Register of Marine Species (5 janvier 2015), il y a actuellement environ 70 espèces connues dans les 18 genres de la famille :
- genre Ambiserrula Imamura, 1996
  - Ambiserrula jugosa
- genre Cociella Whitley, 1940
  - Cociella crocodila
  - Cociella heemstrai
  - Cociella hutchinsi
  - Cociella punctata
  - Cociella somaliensis
- genre Cymbacephalus Fowler, 1938
  - Cymbacephalus beauforti
  - Cymbacephalus bosschei
  - Cymbacephalus nematophthalmus
  - Cymbacephalus staigeri
- genre Elates Jordan & Seale, 1907
  - Elates ransonnetii
- genre Grammoplites Fowler, 1904
  - Grammoplites knappi
  - Grammoplites scaber
  - Grammoplites suppositus
- genre Inegocia Jordan & Thompson, 1913
  - Inegocia guttata
  - Inegocia harrisii
  - Inegocia japonica
- genre Kumococius Matsubara & Ochiai, 1955
  - Kumococius rodericensis
- genre Leviprora Whitley, 1931
  - Leviprora inops
- genre Onigocia Jordan & Thompson, 1913
  - Onigocia bimaculata
  - Onigocia grandisquamis
  - Onigocia macrolepis
  - Onigocia oligolepis
  - Onigocia pedimacula
  - Onigocia spinosa
- genre Papilloculiceps Fowler & Steinitz, 1956
  - Papilloculiceps longiceps
- genre Platycephalus Bloch, 1795
  - Platycephalus arenarius
  - Platycephalus aurimaculatus
  - Platycephalus bassensis
  - Platycephalus caeruleopunctatus
  - Platycephalus chauliodous
  - Platycephalus conatus
  - Platycephalus cultellatus
  - Platycephalus endrachtensis
  - Platycephalus fuscus
  - Platycephalus indicus
  - Platycephalus laevigatus
  - Platycephalus longispinis
  - Platycephalus marmoratus
  - Platycephalus micracanthus
  - Platycephalus richardsoni
  - Platycephalus speculator
- genre Ratabulus Jordan & Hubbs, 1925
  - Ratabulus diversidens
  - Ratabulus megacephalus
- genre Rogadius Jordan & Richardson, 1908
  - Rogadius asper
  - Rogadius mcgroutheri[4]
  - Rogadius melanopterus
  - Rogadius nigripinnis
  - Rogadius patriciae
  - Rogadius portuguesus
  - Rogadius pristiger
  - Rogadius serratus
  - Rogadius welanderi
- genre Solitas Imamura, 1996
  - Solitas gruveli
- genre Sorsogona Herre, 1934
  - Sorsogona prionota
  - Sorsogona tuberculata
- genre Suggrundus Whitley, 1930
  - Suggrundus cooperi
  - Suggrundus macracanthus
  - Suggrundus meerdervoortii
- genre Sunagocia Imamura, 2003
  - Sunagocia arenicola (Schultz, 1966)
  - Sunagocia carbunculus (Valenciennes, 1833)
  - Sunagocia omanensis Knapp & Randall, 2013
  - Sunagocia otaitensis (Cuvier, 1829)
  - Sunagocia sainsburyi Knapp & Imamura, 2004
- genre Thysanophrys Ogilby, 1898
  - Thysanophrys armata
  - Thysanophrys celebica
  - Thysanophrys chiltonae
  - Thysanophrys cirronasa
  - Thysanophrys longirostris
  - Thysanophrys papillaris

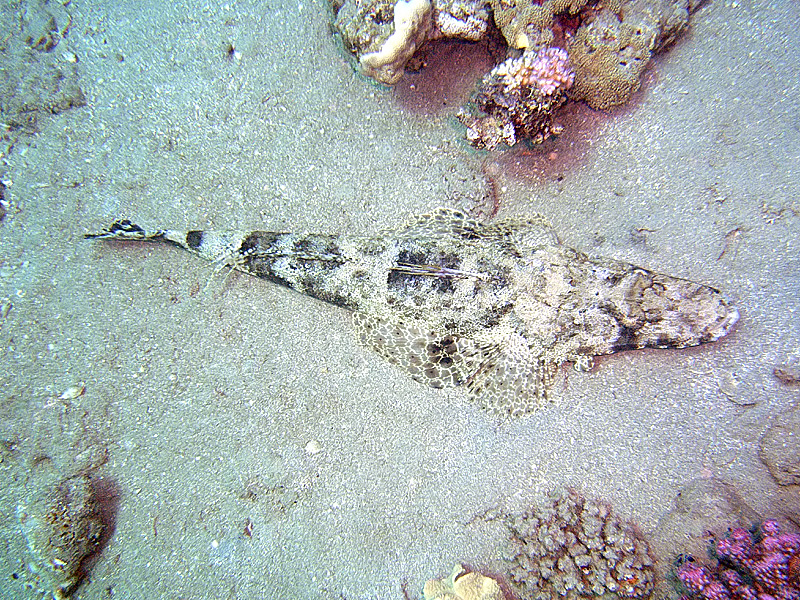
Cociella crocodilus
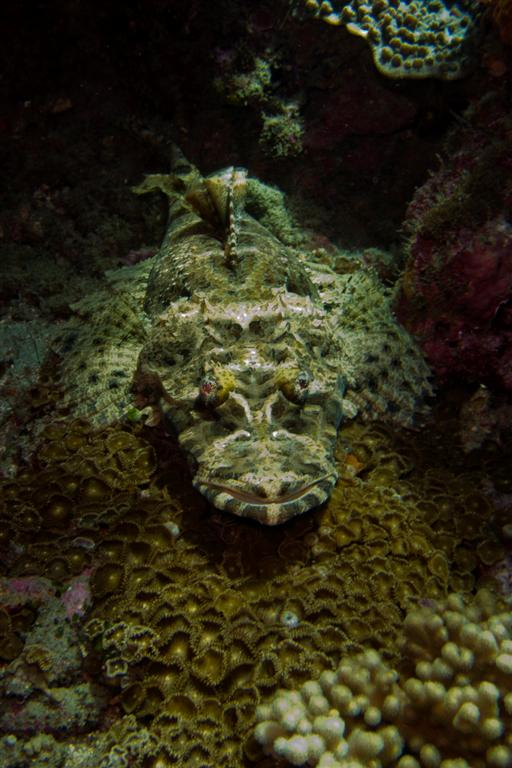
Cymbacephalus beauforti.
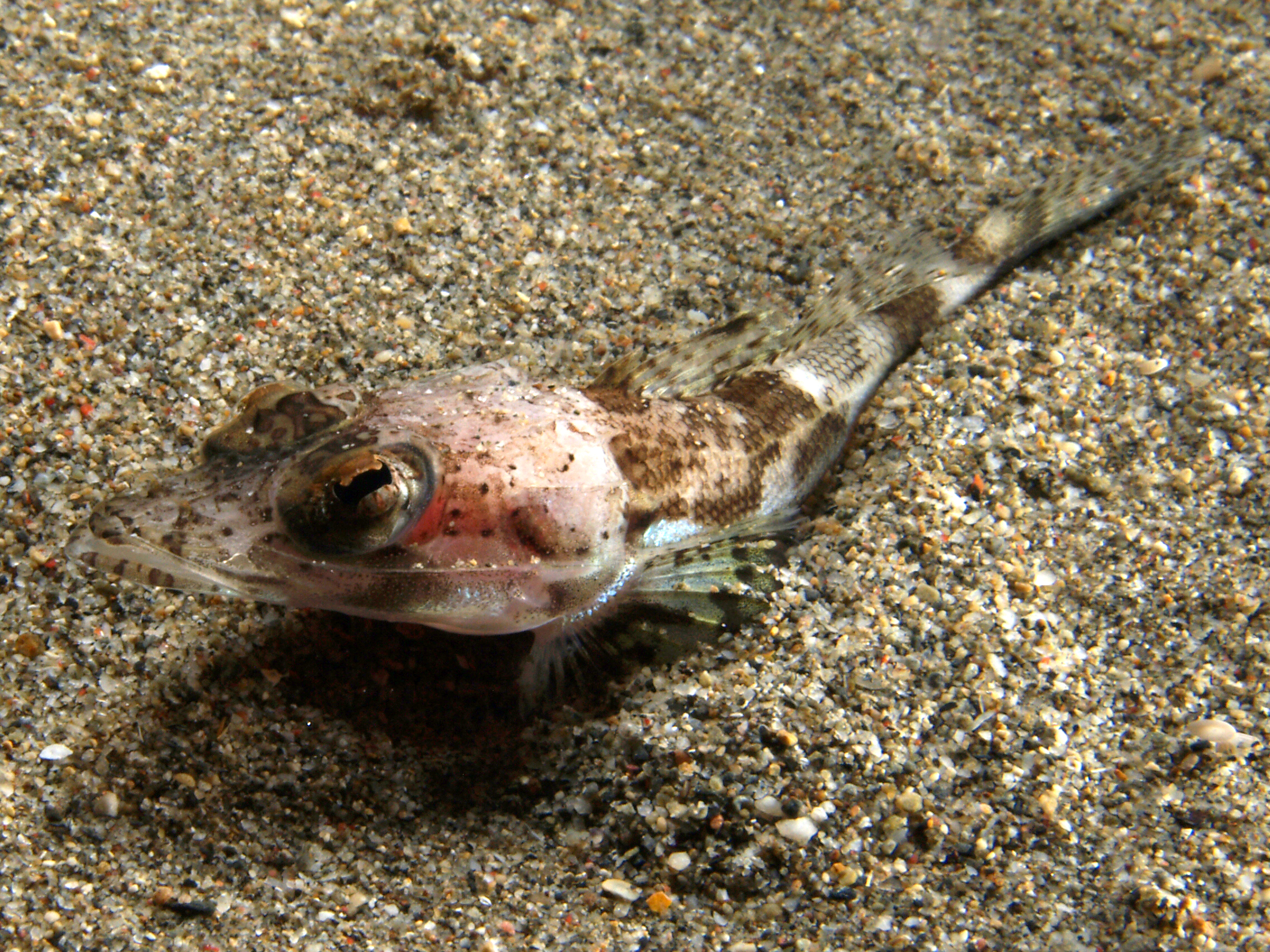
Elates ransonnetti.
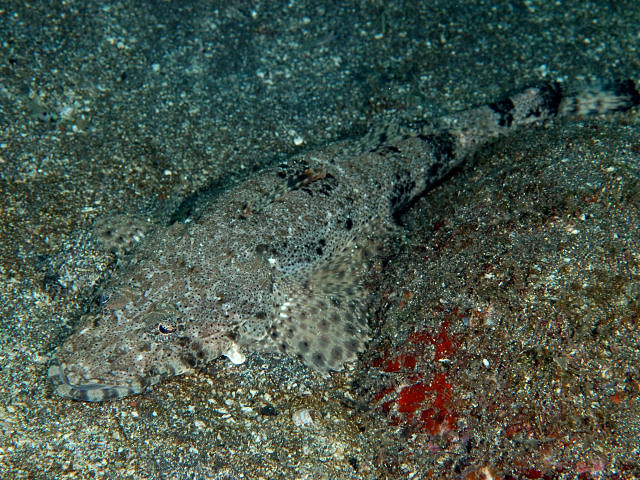
Inegocia ochiaii.
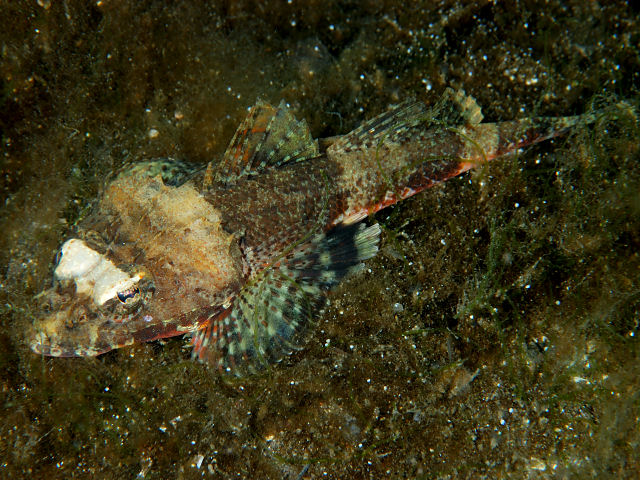
Onigocia spinosa.
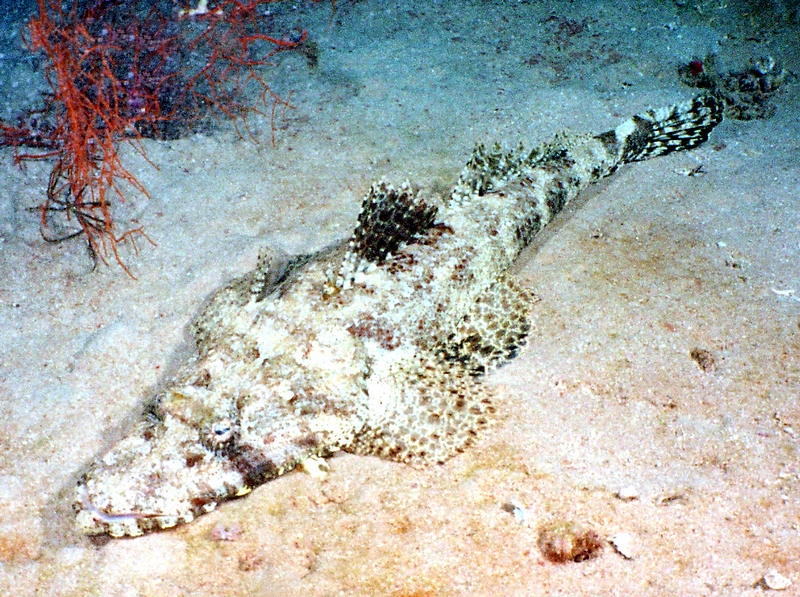
Papilloculiceps longiceps.
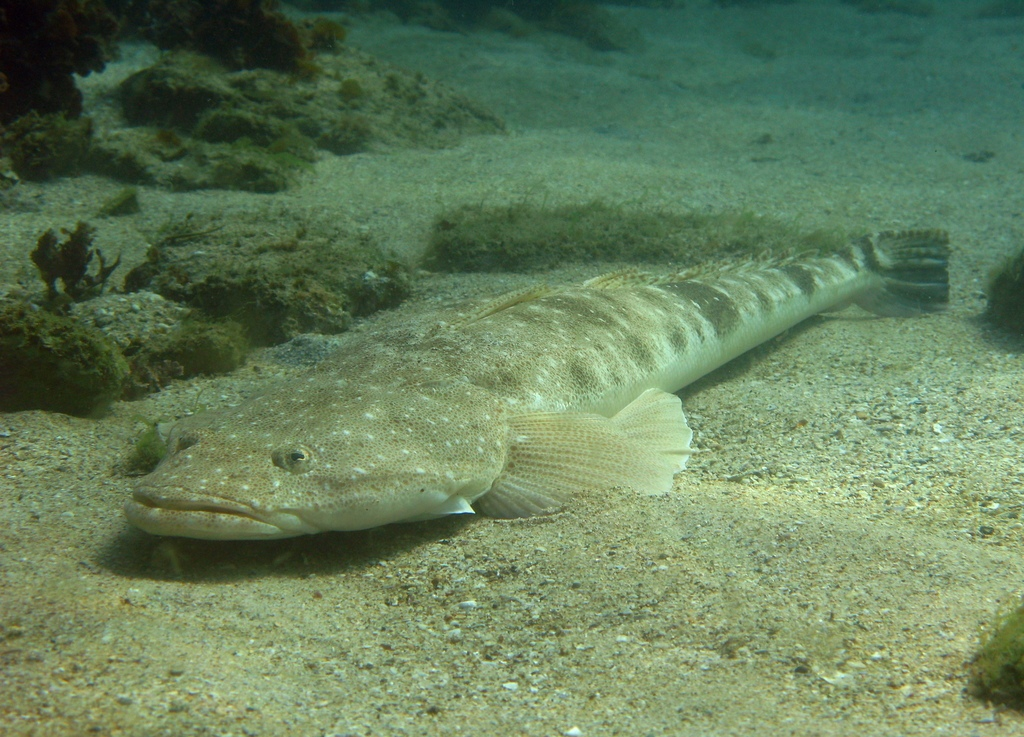
Platycephalus fuscus.
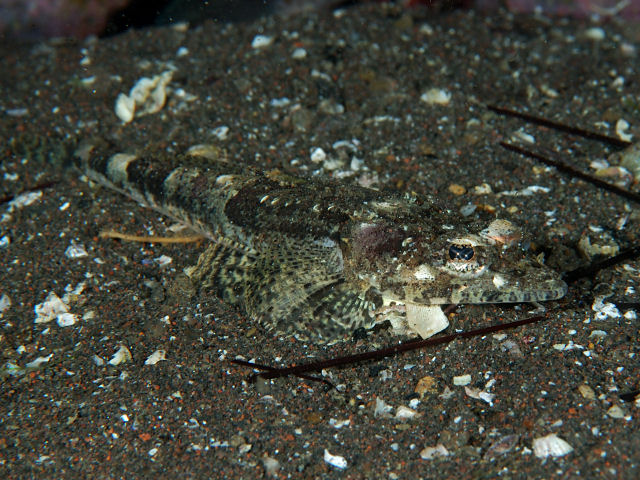
Thysanophrys selebica.
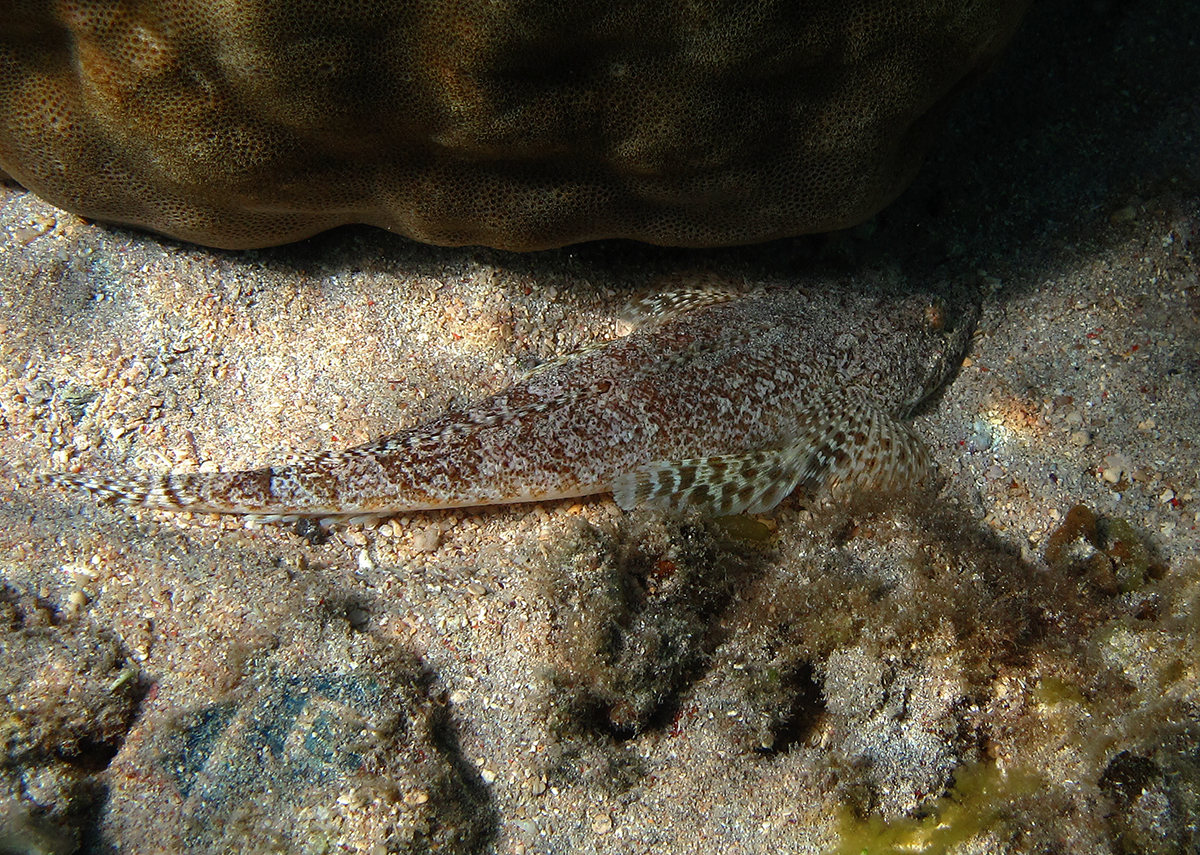
Sunagocia arenicola.